# Francisco Javier Echeverría
Francisco Javier Echeverría (Jalapa, 2 de Julho de 1797 - Cidade do México, 17 de Setembro de 1852) foi presidente do México durante algumas semanas, em 1841.
Ocupou o cargo de ministro da Fazenda em 1834 e de 1839 a 1841. Quando Anastasio Bustamante abandonou a presidência para assumir o comando do exército, coube a Echeverría tomar o seu lugar, iniciando funções no dia 20 de Setembro de 1841 sendo substituído por Antonio López de Santa Anna em 10 de Outubro.